# Jagdstaffel 32
Die Jagdstaffel 32 (kurz Jasta 32) war ein fliegender Verband der Königlich Preußischen, später Königlich Bayerischen Armee innerhalb des Deutschen Heeres im Ersten Weltkrieg.

## Geschichte
Die Aufstellung der Jasta 32 geschah auf eine Anordnung des Preußischen Kriegsministeriums vom 29. November 1916 hin. Sie wurde bei der Flieger-Ersatzabteilung 9 (FEA 9) in Darmstadt durchgeführt und am 21. Februar folgenden Jahres mit Unterstellung zur Armee-Abteilung A abgeschlossen. Als Kommandeur wurde Heinrich Schwandner berufen, die Funktion des Stellvertreters am Boden (Offizier zur besonderen Verwendung, Ozb V) übernahm Wilhelm Gläser. Zwei Tage später wurde die Staffel auf den Flugplatz Mörchingen verlegt, wo sie am 5. März ihre Erstausstattung mit Jagdflugzeugen vom Typ Roland D.II erhielt. Vier Tage später erfolgte der erste Einsatzflug. Am 16. März 1917 kam es nördlich von Lunéville zum ersten Luftkampf zwischen drei D.II unter Führung des Staffelkommandeurs und zwei SPAD S.VII der „Storchenstaffel“ Escadrille 3 (Groupe de Combat 12), bei dem Schwandner tödlich abgeschossen wurde und einer seiner Begleiter Lothar Freiherr von Hausen verwundet in Gefangenschaft geriet. Am 12. April wurde von Rudolf Windisch der Abschuss einer Farman gemeldet, der jedoch nicht anerkannt wurde. Erst am 6. Juli gelang der inzwischen bei Avançon stationierten und auf Albatros D.III und D.V umgerüsteten Staffel durch den neuen Kommandeur Otto Schmidt der erste offizielle Luftsieg, wahrscheinlich eine SPAD der Escadrille 103.
Auf Befehl des Bayerischen Kriegsministeriums vom 4. Juli 1917 sollte die bisher preußische Einheit bis zum Ende des Jahres in die bayerische Armee eingegliedert werden, weshalb das Personal, beginnend mit der Unterstellung zur 5. Armee, in den folgenden Monaten durch aus Bayern stammendes ersetzt wurde. Infolgedessen wurde auch Eduard Schleich, der bisher die Jasta 21 geführt hatte, zum Staffelkommandeur ernannt. Die letzten nichtbayerischen Flugzeugführer wurden im Januar 1918 abberufen. Am 10. Januar 1918 verlegte die Staffel in Vorbereitung auf die Frühjahrsoffensive zur Auffrischung auf ein Flugfeld bei Mars-sous-Bourcq, wo ihr neue Jagdeinsitzer Pfalz D.III zugeteilt wurden. Im Folgenden wurde die Jasta 32 der 17. Armee unterstellt und verlegte am 11. Februar auf den Flugplatz Guesnain. Die der 17. Armee unterstehenden vier Jagdstaffeln wurden am 1. März in der Jagdgruppe 8 (bayerisch) zusammengefasst. Bei Angriffsbeginn am 21. März bildete die 17. Armee den rechten Flügel und flog Einsätze im Raum Arras-Bapaume-Cambrai. In dieser Phase schoss die Jasta 32 lediglich eine S.E.5a der australischen No. 2 Squadron ab. Ende Mai wurden dem Verband Roland D.VI der Versionen D.VIa und D.VIb zugeteilt, die die Albatros D.V und Pfalz D.III ersetzen sollten. Der Bestand an Flugzeugführern betrug Anfang Juli 14 Mann, das Wartungspersonal umfasste etwa 50 Mechaniker. Ab Ende August 1918 liefen der Staffel modernere Pfalz D.XII und Fokker D.VII zu. Nach dem Scheitern der Frühjahrsoffensive verlegte die Staffel zunächst in den Süden der Westfront mit erneuter Unterstellung zur Armee-Abteilung A. Als wenige Tage später am 1. Oktober das bayerische Jagdgeschwader 4 gebildet wurde, erhielt die Einheit als dessen nunmehriger Teil den Verlegungsbefehl an die belgische Grenze. Dort fanden im Bereich der Hermannstellung die letzten Einsätze statt. Am 1. November errang die Jasta 32 ihre letzten Luftsiege über ein bis zwei britische DH.9. Zwei Tage später gelang Hugo Storch als erstem und einzigem Staffelangehörigen über dem Forêt de Mormal der Fallschirmabsprung aus seinem abstürzenden Doppeldecker. Einen Tag darauf wurde Otto Hägele bei Le Quesnoy im Luftkampf tödlich abgeschossen. Er war der letzte bei Kampfhandlungen Gefallene der Staffel. Insgesamt wurden der Einheit während ihres Bestehens etwa 45 Abschüsse zugesprochen, eine im Vergleich zu anderen im gleichen Zeitraum aufgestellten Staffeln eher niedrige Quote. In ihr dienten 76 Flugzeugführer, von denen mindestens 11 bei Kampfhandlungen oder bei Flugunfällen ohne Feindeinwirkung ums Leben kamen.
Einen Tag nach dem Waffenstillstand verließ die Jagdstaffel 32 unter ihrem letzten Kommandeur Hans Böhning ihren Stützpunkt an der Antwerpen-Maas-Stellung bei Fleurus in Richtung Heimat. Die Jagdflugzeuge wurden durch die Besatzungen überflogen, wobei einige sich direkt in ihre Heimatorte absetzten. Auch ein Teil des Bodenpersonals desertierte bei einem Zwischenaufenthalt in Saarbrücken in nahegelegene Heimatorte. Die Reste der Staffel trafen am 21. November 1918 bei der Flieger-Ersatzabteilung in Fürth ein.

## Staffelführer

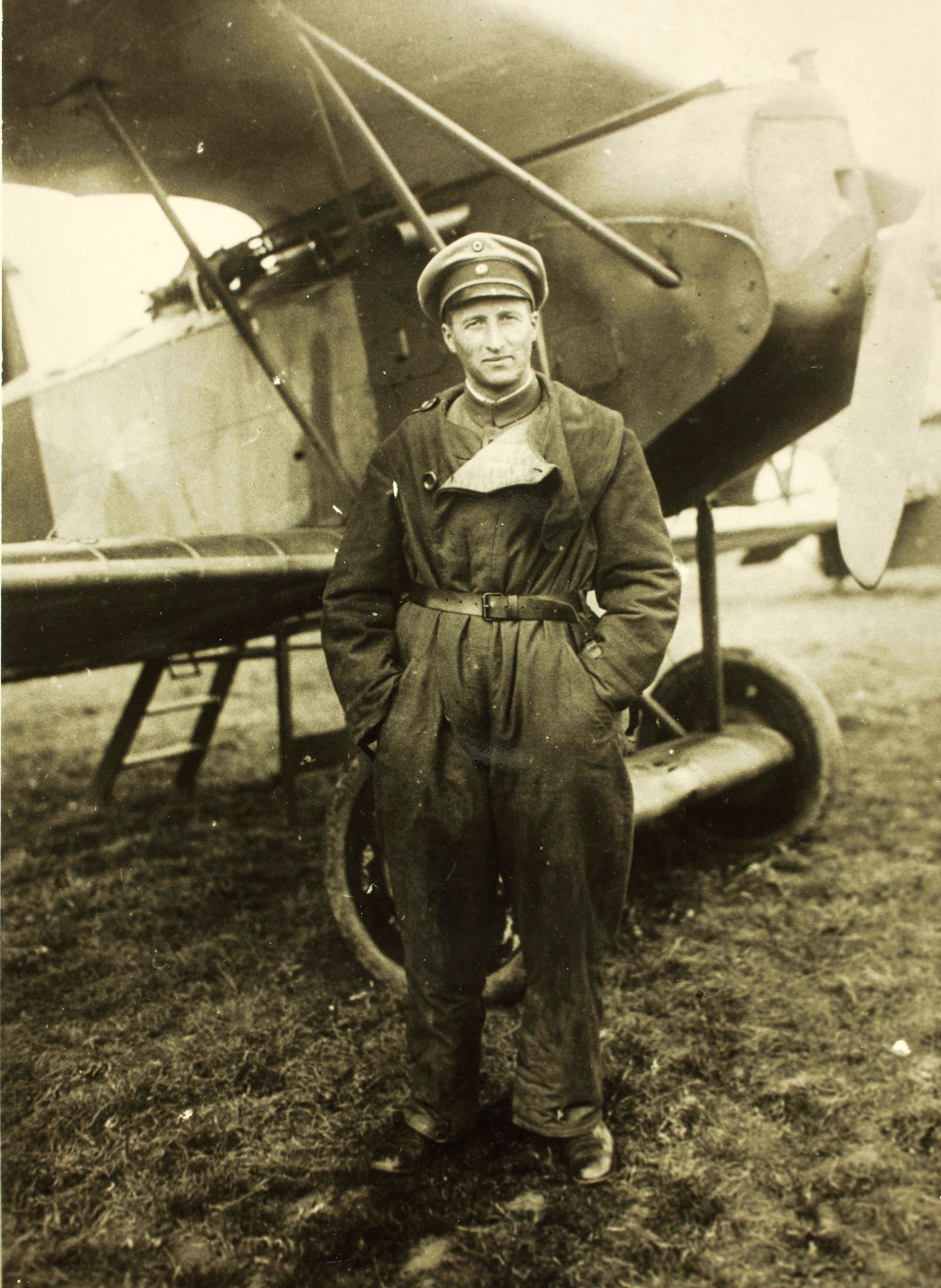
Staffelkommandeur Otto Schmidt erzielte am 6. Juli 1917 den ersten offiziell anerkannten Luftsieg für die Jasta 32

| Dienstgrad        | Name                          | Zeitraum                              | Anmerkung     |
| ----------------- | ----------------------------- | ------------------------------------- | ------------- |
| Oberleutnant      | Hans Schwandner               | 23. Februar 1917 – 16. März 1917      |               |
| Oberleutnant      | Bartholomäus Schröder         | 17. März 1917 – 2. April 1917         | in Vertretung |
| Oberleutnant      | Bartholomäus Schröder         | 3. April 1917 – 21. April 1917        |               |
| Leutnant          | Wilhelm Ritter von Poschinger | 21. April 1917 – 24. April 1917       | in Vertretung |
| Oberleutnant      | Bartholomäus Schröder         | 25. April 1917 – 2. Juli 1917         |               |
| Oberleutnant d.R. | Otto Schmidt                  | 2. Juli 1917 – 19. August 1917        |               |
| Leutnant d.R.     | Hans Auer                     | 20. August 1917 – 28. September 1917  |               |
| Leutnant          | Hans Joachim Rolfes           | 29. September 1917 – 31. Oktober 1917 | in Vertretung |
| Oberleutnant      | Eduard Schleich               | 1. November 1917 – Dezember 1917      |               |
| Leutnant d.R.     | Rudolf Windisch               | Dezember 1917 – Januar 1918           | in Vertretung |
| Oberleutnant      | Eduard Schleich               | Januar 1918 – 18. Januar 1918         |               |
| Leutnant d.R.     | Johann Czermak                | 25. Januar 1918 – Mai 1918            |               |
| Leutnant d.R.     | Emil Koch                     | Mai 1918 – 7. Juni 1918               | in Vertretung |
| Leutnant d.R.     | Johann Czermak                | 8. Juni 1918 – 17. Juli 1918          |               |
| Leutnant d.R.     | Emil Koch                     | 20. Juli 1918 – 24. Oktober 1918      |               |
| Leutnant d.R.     | Heinrich Hager                | 24. Oktober 1918 – 31. Oktober 1918   | in Vertretung |
| Leutnant d.R.     | Hans Böhning                  | 1. November 1918 – 23. November 1918  |               |

## Belegungen

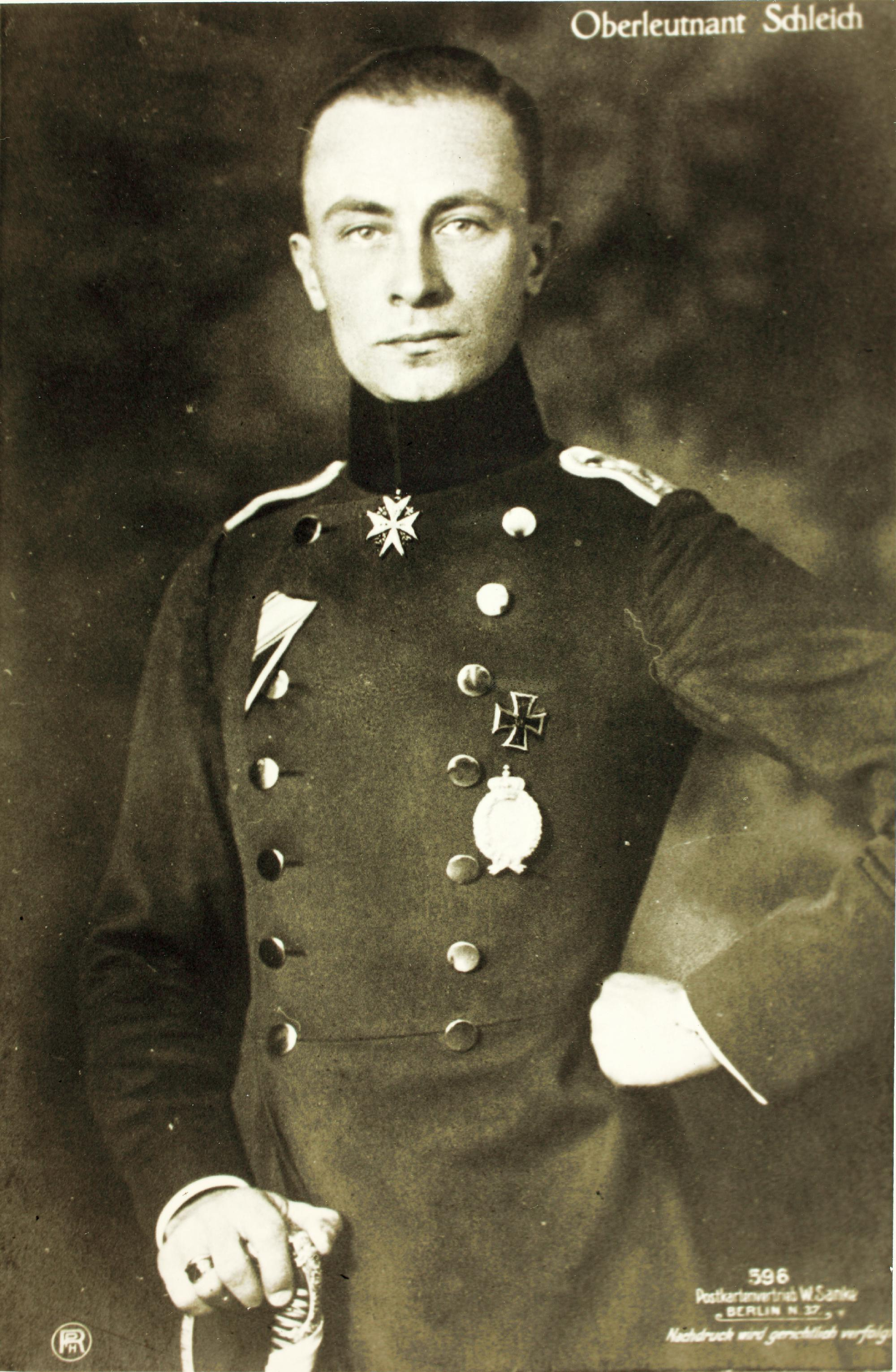
Eduard Schleich führte die Staffel mit Unterbrechungen vom November 1917 bis zum Januar 1918

| Flugplatz         | Vom                | Bis                | Unterstellung     |
| ----------------- | ------------------ | ------------------ | ----------------- |
| Mörchingen        | 23. Februar 1917   | 6. Mai 1917        | Armee-Abteilung A |
| Spincourt         | 7. Mai 1917        | 16. Mai 1917       | 5. Armee          |
| Avançon           | 17. Mai 1917       | 18. August 1917    | 1. Armee          |
| Landrecourt       | 19. August 1917    | 13. Oktober 1917   | 5. Armee          |
| Chéry-lès-Pouilly | 14. Oktober 1917   | 5. November 1917   | 7. Armee          |
| Autremencourt     | 6. November 1917   | 9. Januar 1918     | 7. Armee          |
| Mars-sous-Bourcq  | 10. Januar 1918    | 11. Februar 1918   | 3. Armee          |
| Guesnain          | 14. Februar 1918   | 3. Mai 1918        | 17. Armee         |
| Favreuil          | 30. März 1918      |                    | 17. Armee         |
| Épinoy            | 4. Mai 1918        | 13. August 1918    | 17. Armee         |
| Villers-au-Tertre | 14. August 1918    | 2. September 1918  | 17. Armee         |
| Lieu-Saint-Amand  | 3. September 1918  | 24. September 1918 | 17. Armee         |
| Bühl              | 25. September 1918 | 9. Oktober 1918    | Armee-Abteilung A |
| Harmignies        | 14. Oktober 1918   | 27. Oktober 1918   | 2. Armee          |
| Gosselies         | 28. Oktober 1918   | 4. November 1918   | 2. Armee          |
| Fleurus           | 5. November 1918   | 11. November 1918  | 2. Armee          |